# Sigmund Ris

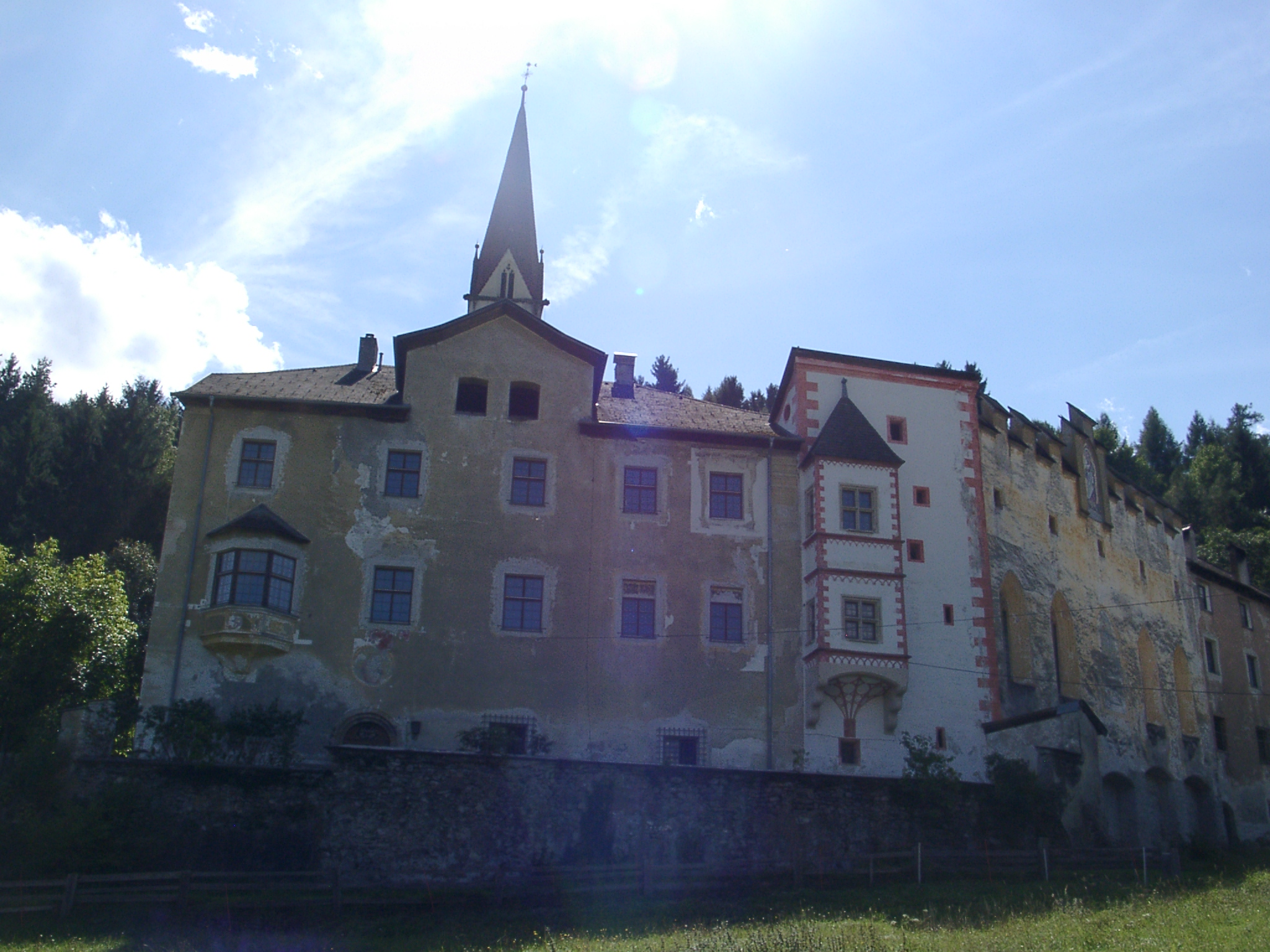
Ris-Gebäude in Flaurling

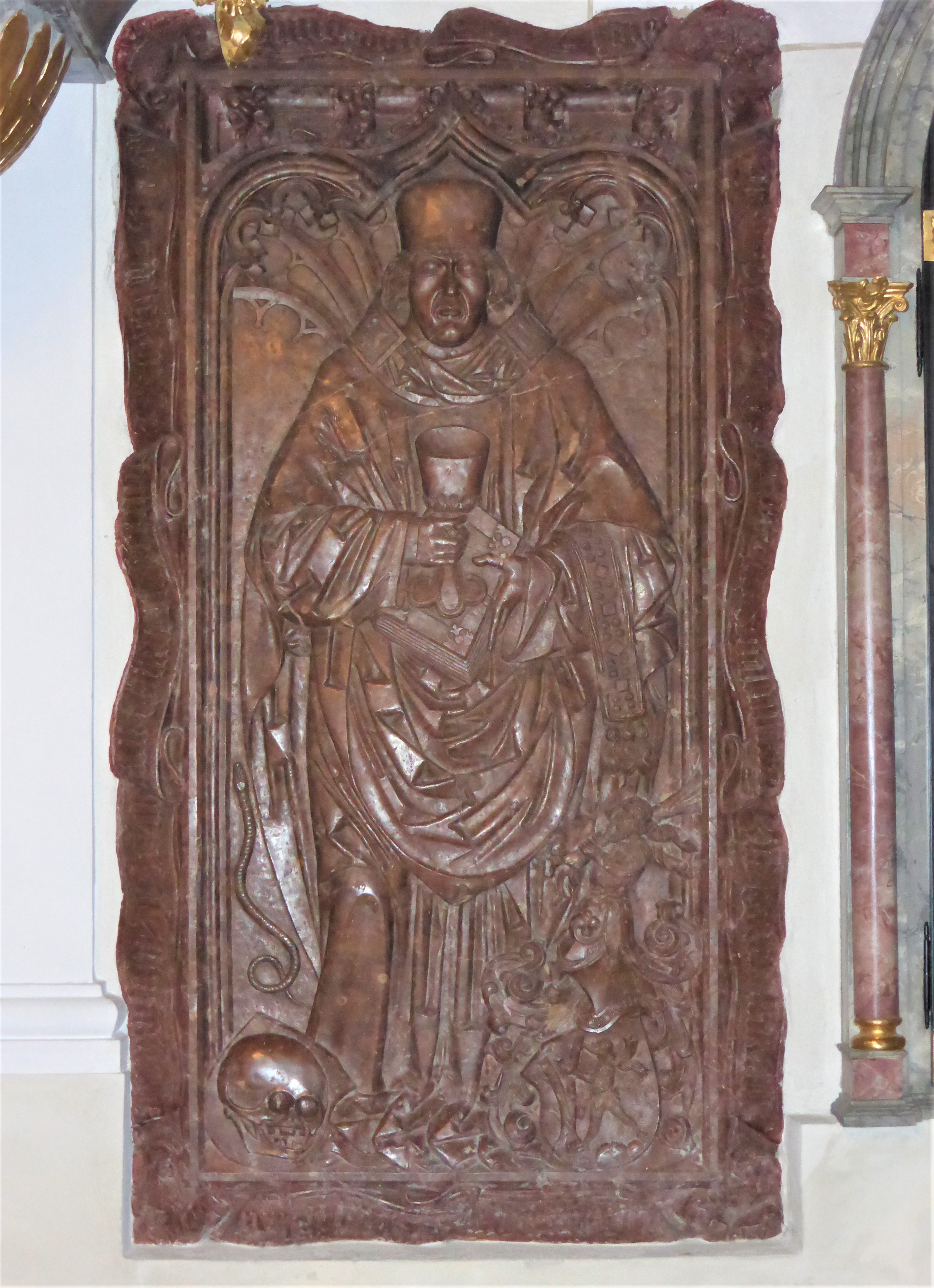
Epitaph von Sigmund Ris in der Pfarrkirche Flaurling

Sigmund Ris (* 1431 in Sterzing; † 1532 in Flaurling bei Innsbruck) war ein österreichischer katholischer Geistlicher und Bibliotheks-Stifter.
Der Sohn des Sterzinger Bürgers und Kaufmanns Hans Ris wurde 1479 Pfarrer in Flaurling. Er blieb es bis 1526. Von 1489 bis 1491 unterbrach er seine Pfarrstelle für einen Studienurlaub. Er besuchte vermutlich die Universität Bologna und schloss seine Studien mit dem Grad eines Magisters der Philosophie und eines Bakkalaureus der Theologie ab. Der Hofkaplan von Erzherzog Siegmund der Münzreiche erhielt 1498 ein Wappen verliehen, das 1510 von Maximilian I. mit einer Helmzier gebessert wurde. Es zeigt einen Riesen, der einen Baum spaltet, und dient heute als Gemeindewappen. Ris verkehrte mit den Gelehrten und Humanisten, welche die Gemahlin Erzherzog Sigmunds, Eleonore von Schottland, als Förderin von Kunst und Kultur am Innsbrucker Hof um sich vereinte. 1526 legte Ris sein Amt als Pfarrer von Flaurling freiwillig nieder, blieb aber bis zu seinem Tod 1532 im Alter von 101 Jahren in der Gemeinde.

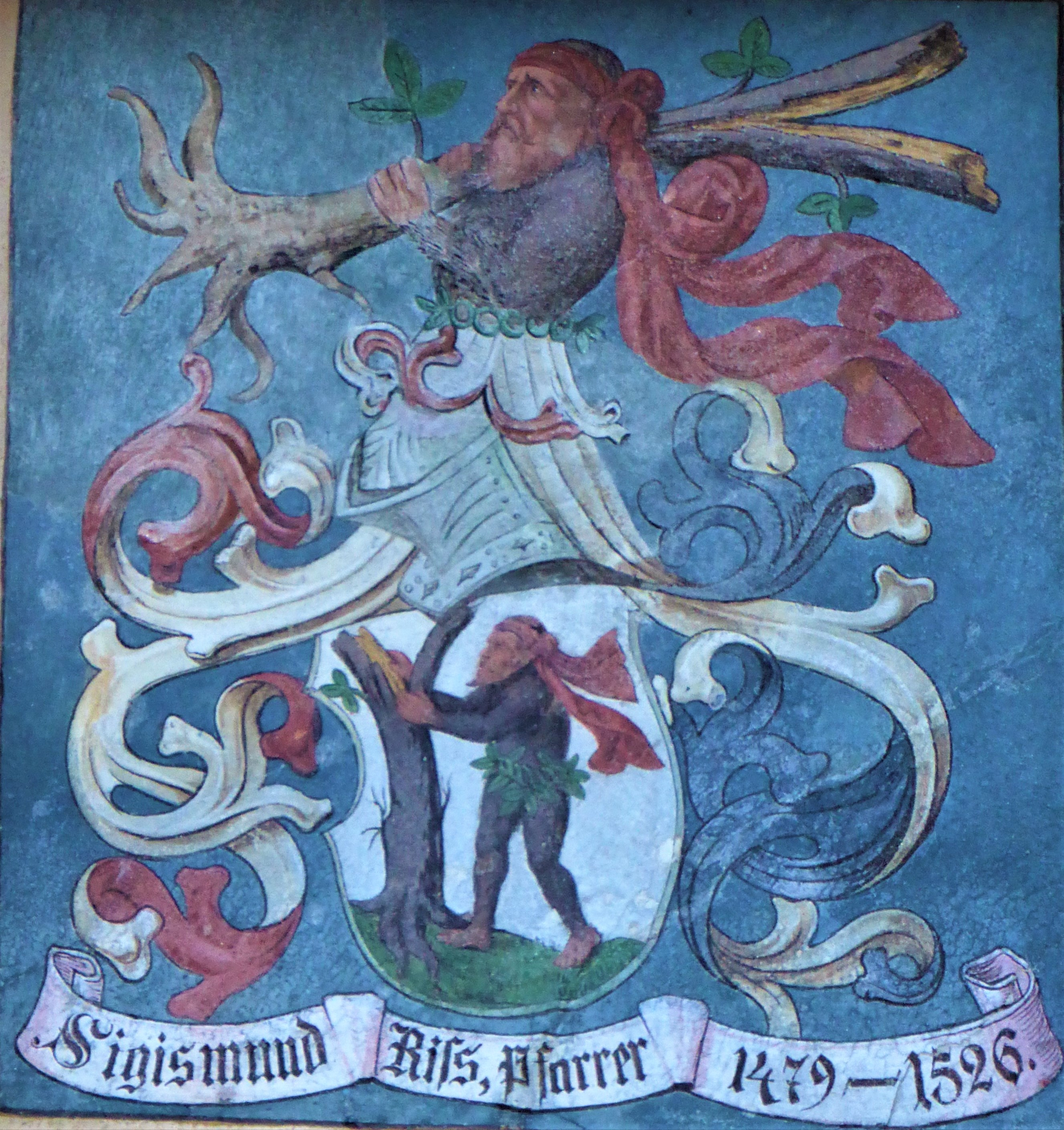
Wappen von Sigmund Ris

Das ihm vom Landesfürsten überlassene Jagdschlösslein baute Ris zu einem repräsentativen Pfarrhof aus (heute „Risen-Gebäude“). Eine umfangreiche Stiftung von 1504 sollte sein Andenken wachhalten. Die Bibliothek besteht bis heute in Flaurling, die kostbareren Bücher aus dem Bestand werden aber heute in der Universitätsbibliothek Innsbruck verwahrt.
Ein prachtvoller Grabstein aus rotem Marmor, ein Werk aus dem Kreis des Bildhauers Wolfgang Leb in Wasserburg, erinnert in der Pfarrkirche des Dorfs an diese bemerkenswerte Persönlichkeit.